# انیمه و مانگا

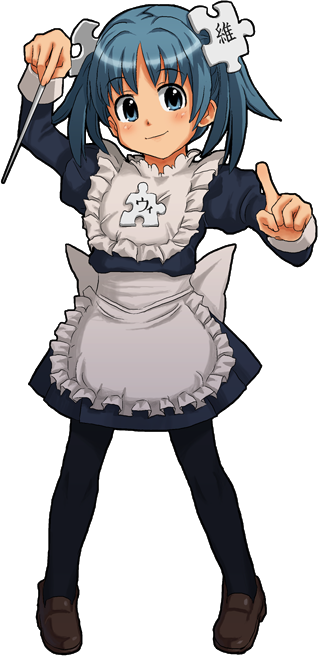
کاراکتر یک دختر با سبک انیمه

انیمه و مانگا (انگلیسی: Anime and manga) شکل‌هایی از رسانه‌های جمعی هستند که توسط صنعت محتوای ژاپن تولید می‌شوند. صنعت انیمه و مانگا بخشی جدایی ناپذیر از قدرت نرم ژاپن به عنوان یکی از برجسته‌ترین صادرات فرهنگی آن است. انیمه یک کارتون ژاپنی با سبک خاصی از انیمیشن است. خط داستانی انیمه می‌تواند شامل فانتزی یا زندگی واقعی باشد. در مقابل، مانگا کاملاً نقاشی‌های کاغذی است، با طراحی‌های سبک کتاب‌های مصور. معمولاً انیمه‌ها اقتباسی از مانگا هستند و می توانند برعکس هم باشد.